# Itremo
Itremo is een plaats en commune in het centrum van Madagaskar, behorend tot het district Ambatofinandrahana, dat gelegen is in de regio Amoron'i Mania. Tijdens een volkstelling in 2001 telde de plaats 6.659 inwoners.
De plaats biedt enkel lager onderwijs aan. 70 % van de bevolking werkt als landbouwer en 29,5 % houdt zich bezig met veeteelt. De belangrijkste landbouwproducten zijn rijst en pinda's; andere belangrijke producten zijn bonen en maniok. Verder is 0,5% actief in de dienstensector.